# LEN European Cup 1975-1976
La LEN European Cup 1975-1976 è stata la tredicesima edizione del massimo trofeo continentale di pallanuoto per squadre di club.
La qualificazione alla fase finale è stata raggiunta da nove club, che hanno disputato due fasi a gironi per l'assegnazione del titolo.
Il girone finale è stato disputato ad Amersfoort, nei Paesi Bassi. I campioni uscenti del VK Partizan si sono riconfermati per il secondo anno consecutivo, conquistando il trofeo per la sesta volta.

## Gironi di semifinale

### Gironi
| Gruppo A            |
| sede: Napoli        |
| - Barcellona        |
| - Canottieri Napoli |
| - De Robben         |
| - Rote Erde Hamm    |
| - Stockholms KK     |

| Gruppo B       |
| sede: Belgrado |
| - Galatasaray  |
| - Košice       |
| - Partizan     |
| - Vasas        |

### Gruppo A
|    | Semifinali 1975-1976 | Pti | G | V | N | P | GF | GS | DR  |
| -- | -------------------- | --- | - | - | - | - | -- | -- | --- |
| 1. | Canottieri Napoli    | 8   | 4 | 4 | 0 | 0 | 21 | 6  | +15 |
| 2. | De Robben            | 6   | 4 | 3 | 0 | 1 | 25 | 23 | +2  |
| 3. | Barcellona           | 4   | 4 | 2 | 0 | 2 | 23 | 24 | -1  |
| 4. | Stockholms KK        | 2   | 4 | 1 | 0 | 3 | 17 | 24 | -7  |
| 5. | Rote Erde Hamm       | 0   | 4 | 0 | 0 | 4 | 17 | 26 | -9  |

|  | Can.Napoli | 4-1 | De Robben  |
|  | SKK        | 6-9 | Barcellona |
|  | Can.Napoli | 5-1 | SKK        |
|  | Barcellona | 6-3 | Rote Erde  |

|  | Rote Erde  | 8-11 | De Robben  |
|  | Can.Napoli | 8-2  | Barcellona |
|  | Rote Erde  | 4-5  | SKK        |

|  | Barcellona | 6-7 | De Robben |
|  | De Robben  | 6-5 | SKK       |
|  | Can.Napoli | 4-2 | Rote Erde |

### Gruppo B
|    | Semifinali 1975-1976 | Pti | G | V | N | P | GF | GS | DR  |
| -- | -------------------- | --- | - | - | - | - | -- | -- | --- |
| 1. | Partizan             | 5   | 3 | 2 | 1 | 0 | 35 | 9  | +26 |
| 2. | Vasas                | 5   | 3 | 2 | 1 | 0 | 30 | 13 | +17 |
| 3. | Košice               | 2   | 3 | 1 | 0 | 2 | 12 | 21 | -9  |
| 4. | Galatasaray          | 0   | 3 | 0 | 0 | 3 | 6  | 40 | -34 |

|  | Partizan | 18-0 | Galatasaray |
|  | Vasas    | 9-2  | Košice      |

|  | Partizan | 12-2 | Košice      |
|  | Vasas    | 14-4 | Galatasaray |

|  | Partizan | 7-7 | Vasas       |
|  | Košice   | 8-2 | Galatasaray |

## Girone finale
|  |    | Finali 1975-1976  | Pti | G | V | N | P | GF | GS | DR |
|  | -- | ----------------- | --- | - | - | - | - | -- | -- | -- |
|  | 1. | Partizan          | 6   | 3 | 3 | 0 | 0 | 16 | 13 | +3 |
|  | 2. | Vasas             | 4   | 3 | 2 | 0 | 2 | 26 | 22 | +4 |
|  | 3. | Canottieri Napoli | 2   | 3 | 1 | 0 | 2 | 17 | 18 | -1 |
|  | 4. | De Robben         | 0   | 3 | 0 | 0 | 3 | 14 | 20 | -6 |

|  | De Robben | 5-6   | Partizan   |
|  | Vasas     | 11-10 | Can.Napoli |

|  | De Robben | 6-10 | Vasas      |
|  | Partizan  | 4-3  | Can.Napoli |

|  | De Robben | 3-4 | Can.Napoli |
|  | Partizan  | 6-5 | Vasas      |

### Campioni
- Partizan Campione d'Europa:

Predrag Vraneš, Branislav Trajković, Đorđe Perišić, Miroslav Sofijanić, Uroš Marović, Zoran Bratuša, Nikola Stamenić, Ratko Rudić, Siniša Belamarić, Predrag Manojlović, Dušan Antunović, Nenad Manojlović, Zoran Avramović, Božidar Novaković.

## Fonti
- (EN)  LEN, The Dalekovod Final Four - Book of Champions 2011, 2011 (versione digitale)